# Gülcan Mıngır
Gülcan Mıngır (Distretto di İhsaniye, 21 maggio 1989) è una siepista turca.

## Palmarès
| Anno | Manifestazione          | Sede      | Evento       | Risultato | Tempo    | Note |
| ---- | ----------------------- | --------- | ------------ | --------- | -------- | ---- |
| 2008 | Mondiali juniores       | Bydgoszcz | 3000 m siepi | 12ª       | 10'29"77 |      |
| 2009 | Europei under 23        | Kaunas    | 3000 m siepi | 5ª        | 10'12"53 |      |
| 2011 | Europei under 23        | Ostrava   | 3000 m siepi | Oro       | 9'47"83  |      |
| 2011 | Mondiali                | Taegu     | 3000 m siepi | Batteria  | 10'04"83 |      |
| 2012 | Europei                 | Helsinki  | 3000 m siepi | Oro       | 9'32"96  |      |
| 2013 | Giochi del Mediterraneo | Mersin    | 3000 m siepi | Bronzo    | 9'46"08  |      |
| 2013 | Universiadi             | Kazan'    | 3000 m siepi | Oro       | 9'45"88  |      |